# طريق سانت لورانس البحري
طريق سانت لورانس البحري (بالفرنسية: la Voie Maritime du Saint-Laurent) هو نظام من الأقفال والقنوات والممرات المائية في كندا والولايات المتحدة يسمح للسفن العابرة للمحيطات بالسفر من المحيط الأطلسي إلى البحيرات العظمى في أمريكا الشمالية، حتى داخل البلاد مثل دولوث، مينيسوتا، عند الطرف الغربي من بحيرة سوبيريور. تم تسمية الطريق البحري على اسم نهر سانت لورانس، الذي يتدفق من بحيرة أونتاريو إلى المحيط الأطلسي. من الناحية القانونية، يمتد الطريق البحري من مونتريال، كيبيك، إلى بحيرة إيري، ويشمل قناة ويلاند. تتمكن السفن القادمة من المحيط الأطلسي من الوصول إلى الموانئ في جميع البحيرات العظمى الخمس، عبر ممر البحيرات العظمى المائي.
إن جزء نهر سانت لورانس من الطريق البحري ليس قناة مستمرة؛ بل يتكون من عدة امتدادات من القنوات الملاحية داخل النهر، وعدد من الأقفال والقنوات على طول ضفاف نهر سانت لورانس لتجاوز العديد من المنحدرات والسدود. يتم إدارة عدد من الأقفال بواسطة شركة إدارة طريق سانت لورانس البحري في كندا، والبعض الآخر في الولايات المتحدة بواسطة شركة تطوير طريق سانت لورانس البحري في البحيرات العظمى؛ تعلن الهيئتان معًا عن الطريق البحري كجزء من "الطريق السريع H2O". يقع قسم النهر من مونتريال إلى المحيط الأطلسي تحت الولاية القضائية الكندية، وتنظمه مكاتب وزارة النقل الكندية في ميناء كيبيك.